# 列頓公園
列頓公園（英語：Lytton Park）是加拿大安大略省多倫多的一個社區。它位於北多倫多，在多倫多老城區內。該社區以區內同名的「列頓公園」為中心。該公園面積1.7公頃，位於阿梵奴道夾列頓道（Lytton Boulevard），己連堅路（Glencairn Avenue）以南少許。其邊界西至摩拿徑（Mona Drive），東至央街，北至羅倫斯東路，南至比雅山路（Briar Hill Avenue）。

## 歷史

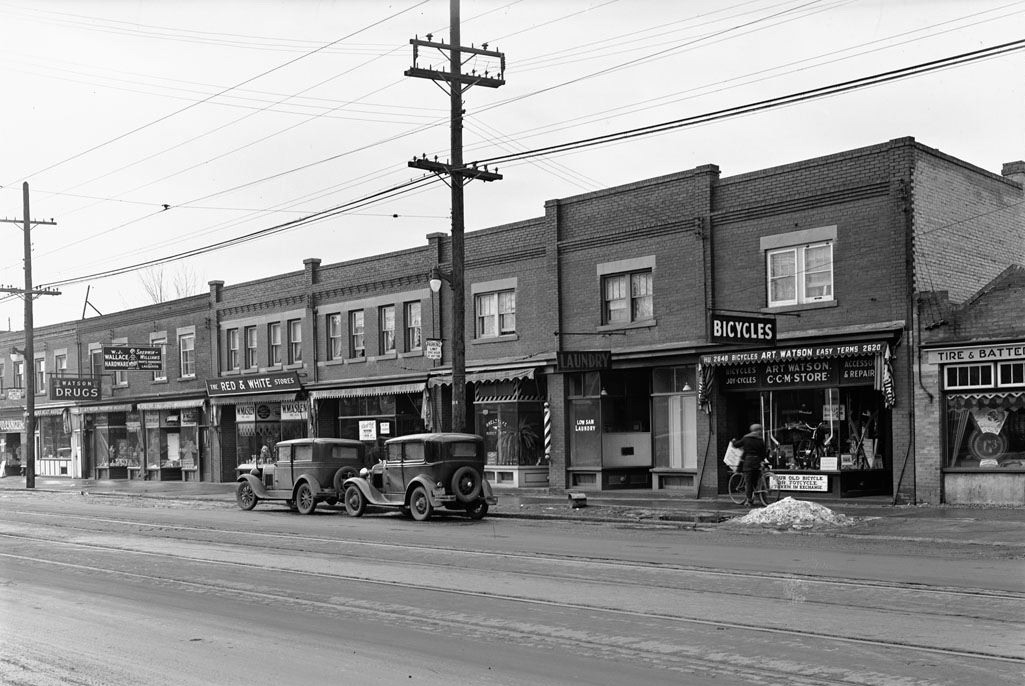
1935年，由忌利核士路（Craighurst Avenue）以南的央街路段望列頓公園。

列頓公園最初是作為北多倫多一部分的多倫多郊區開始的。1886年，大都會街鐵路（多倫多）決定為這個小區域提供服務。鐵路公司意識到鐵路建成後該地區的土地價值會上漲，因此在己連高路（Glengrove Avenue）的火車站附近購買了大量農田。兩年後，這個街區的住宅的繁榮開始了。1912年，該區併入多倫多市。從那時起，這個地區變成了今天的模樣，擁有許多學校、公園和商店。

## 建築
列頓公園主要以佐治時代風格和都鐸時代風格的房屋為特色。其中許多房屋建於1890年至1930年。列頓公園的房屋坐落在大片土地上，擁有鬱鬱蔥蔥、修剪整齊的花園。街道兩旁有大量成熟的樹木，在夏季提供陰涼的「樹冠」，在冬季營造出風景如畫的雪景。最近，列頓公園的許多房屋都進行了大規模的翻修或重建，改變了社區的建築風格。

## 運輸
大多數列頓公園居民步行即可到達沿央街和阿梵奴道（Avenue Road）的公交路線（142 Downtown/Avenue Road Express；61 Avenue Road North）。央街－大學線上的地鐵羅倫斯站和艾靈頓站也在社區大部分的步行距離之內。
401號公路距離列頓公園不到5至10分鐘車程，可通過央街和阿梵奴道（Avenue Road）抵達。此外，多倫多金融區距離該社區不到15分鐘車程。

## 教育

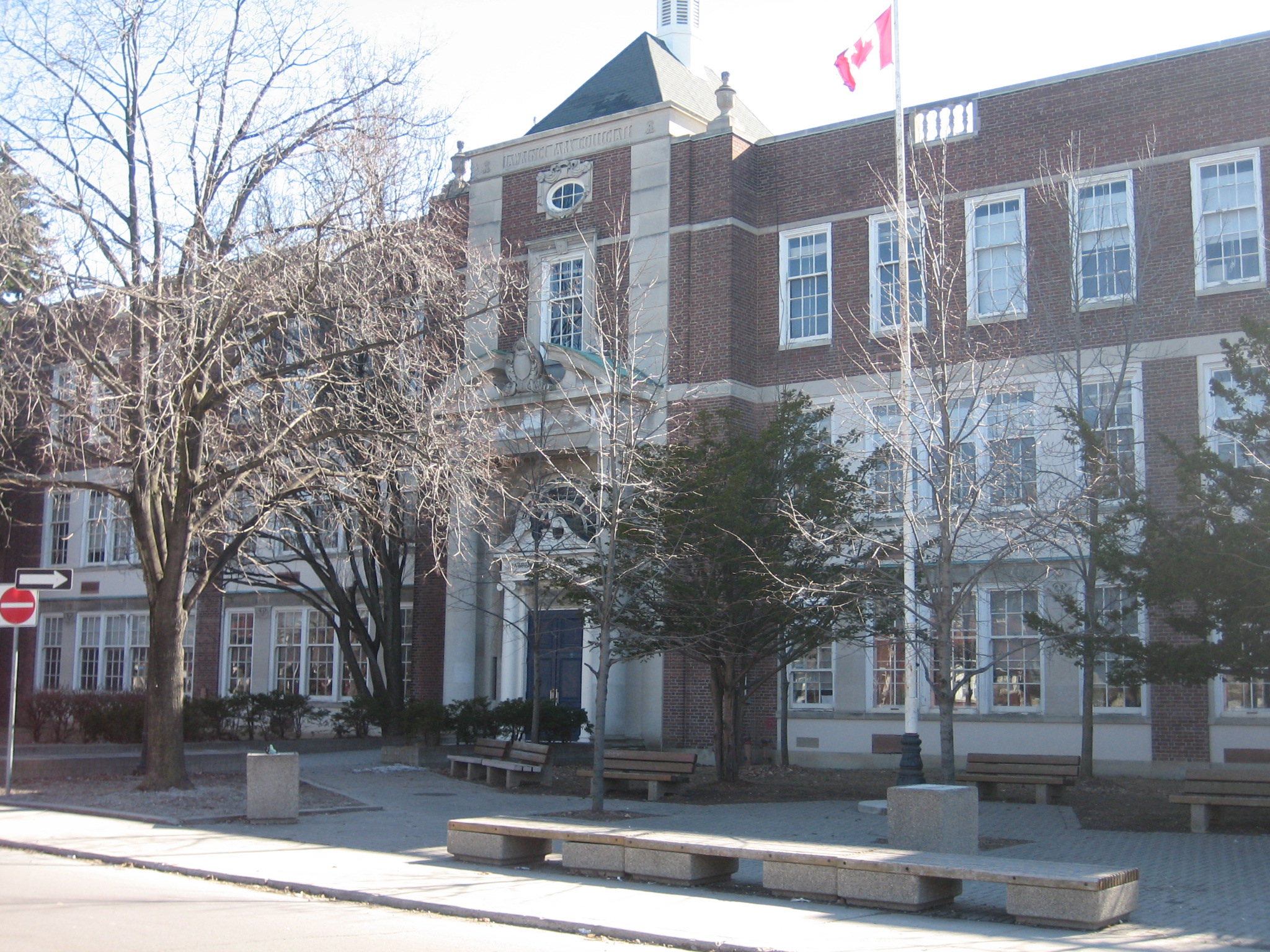
羅倫斯公園書院（Lawrence Park Collegiate Institute）位於列頓山（Lytton Hill），是一所由多倫多公校教育局運营的公立中學。

列頓公園的世俗英語公立學校由多倫多公校教育局管理。除了多倫多公校教育局，其他三個公立教育局也在多倫多運作。多倫多公共資助的英語天主教學校由多倫多天主教教育局運營。面向法裔的世俗公立學校由維亞蒙德公校局（Conseil scolaire Viamonde）運營，面向法裔的公立天主教學校則由Conseil scolaire catholique MonAvenir運營。 但是，後三個教育局不在列頓山（Lytton Hill）社區內運營學校。該地區的公立學校包括：
- 莊·羅士·羅拔臣初級公立學校（John Ross Robertson Junior Public School）
- 己連維高級公立學校（Glenview Senior Public School）
- 羅倫斯公園書院

該地區還有兩所私立學校， 夏華加書院（Havergal College）和聖革利免學校（St. Clement's School）。這兩個機構都提供小學和中學教育。

## 外部連結
- 列頓公園 - torontoneighbourhoods.net （页面存档备份，存于）
- 多倫多市政府檔案館來自列頓公園地區的歷史照片 （页面存档备份，存于）|          | 列巴利公園           | 必發公園     |  |  |
| 己連公園 |                      | 羅倫斯公園   |  |  |
| 己連公園 | \| \| 列頓公園 \|    | 羅倫斯公園   |  |  |
| 己連公園 |                      | 羅倫斯公園   |  |  |
| 亞倫比   | 集連邨、央街夾艾靈頓 | 爹核士威老村 |  |  |
|          | 列頓公園             |              |  |  |

43°42′58″N 79°24′22″W / 43.716°N 79.406°W